# Асофейфа, Исаак Фелипе
Исаак Фелипе Асофейфа Боланьос (исп. Isaac Felipe Azofeifa Bolaños; 11 апреля 1909, Санто-Доминго-де-Эредиа, Коста-Рика — 3 апреля 1997, Сан-Хосе) — коста-риканский поэт, писатель

, педагог, дипломат, общественный деятель и политик левого толка. Считается одним из самых выдающихся коста-риканских литераторов XX века.

## Биография
Учился в Университете Коста-Рики в Сан-Хосе. В 1929 году поступил в Педагогический институт Чилийского университета (Instituto Pedagógico de Santiago de Чили), став преподавателем испанского языка. Он входил в состав авангардной группы «Рунрунисмо» (Runrunismo), познакомившись с такими поэтами, как Пабло Неруда и Пабло де Роха. В 1935 году он вернулся в Коста-Рику и посвятил свою жизнь литературе, педагогике и политике. Он создал Центр изучения национальных проблем и журнал «Сурко». С 1943 года и до выхода на пенсию он был профессором литературы в Университете Коста-Рики.
Дебютировал в литературе, заняв второе место на конкурсе Diario de Costa Rica. Однако прошло много лет, прежде чем он опубликовал свой первый сборник стихов Trunca Unidad (1958). Со временем последовали, среди прочего, Vigilia en pie de muerte (1962), Canción (1964), Estaciones (1967), Días y Territory (1969).
Асофейфа стал членом Академии языка Коста-Рики и получила важные награды, включая Национальную премию поэзии и Национальную премию культуры Магона.
В политическом отношении Асофейфа был одним из главных основоположников коста-риканской социал-демократии, выделяясь среди основателей Партии национального освобождения. При президентах от этой партии он занимал высокие дипломатически посты: был послом Коста-Рики в Чили при администрации Орлича Больмарсича (1962—1966) и в СССР при администрациях Монхе Альвареса (1982—1986) и Оскара Ариаса Санчеса (1986—1987). С апреля 1986 года — председатель национального Комитета солидарности с народом Чили, вице-президент Института культурного обмена «Коста-Рика — СССР».
В 1989 году он вышел из Партии национального освобождения и основал Партию прогресса, от которой выдвигался кандидатом на пост президента Коста-Рики. Позже вместе с диссидентами из нескольких партий он основал партию «Демократическая сила», также умеренно левой направленности, стремясь создать третью политическую силу, которая смоглабы нейтрализовать традиционную двухпартийную систему Коста-Рики.
В апреле 1996 года при просмотре своего последнего сборника стихов «Орбита» у него случился инсульт, из-за которого он пробыл в коме целый год. Он умер в апреле 1997 года в возрасте 87 лет.

## Сочинения
- Trunca Unidad (1958)
- Vigilia en pie de muerte (1962)
- Canción (1964)
- Estaciones (1967)
- Días y territorios (1969)
- Cima del gozo (1974)
- Cruce de vía (1982)
- Órbita (1996)